# Eupatorus sukkiti
Eupatorus sukkiti är en skalbaggsart som beskrevs av Tetsuo Miyashita och Arnaud 1996. Eupatorus sukkiti ingår i släktet Eupatorus och familjen Dynastidae. Inga underarter finns listade i Catalogue of Life.